# Cedella Marley
Cedella Marley (* 23. August 1967) ist eine jamaikanische Roots-Reggae-Sängerin und Designerin.

## Karriere
Cedella Marley ist die zweitälteste Tochter von Rita und Bob Marley. Sie bildet mit ihren Geschwistern Ziggy, Sharon und Stephen die Band Ziggy Marley & the Melody Makers. Insgesamt wirkte sie an acht Alben der Band als Background-Sängerin mit und gewann drei Grammy Awards. Des Weiteren ist sie der CEO von Tuff Gong, dem Plattenlabel ihres Vaters. Unter dem Namen „Catch a Fire“ brachte sie eine Kollektion von Frauenkleidern heraus. Der Name bezieht sich auf das erste Album ihres Vaters. Sie designte für die jamaikanische Nationalmannschaft um Usain Bolt das Trikot bei den Olympischen Spielen 2012. Des Weiteren betätigte sie sich auch als Designerin für weitere jamaikanische Nationalmannschaften im Auftrag von Romai-Sports.
Auch als Schauspielerin betätigt sich Marley. Sie spielte 1993 in dem Film Joey Breaker und 1995 in Kla$h mit. Außerdem beteiligt sie sich an der Bob Marley Foundation, die sich dem Erbe ihres Vaters verpflichtet hat.

## Filmografie
- 1989: Big Bad Man (The Mighty Quinn)
- 1993: Joey Breaker
- 1995: Kla$h
- 2024: Bob Marley: One Love (Produktion)